# Estlands musik- och teaterakademi
Estlands musik- och teaterakademi startade med namnet ”Tallinna Kõrgem Muusikakool” (Tallinns musikhögskola). Öppningsceremonin ägde rum den 28 september 1919. Högskolan ombildades och bytte 1923 namn till ”Tallinna Konservatoorium” (Tallinns konservatorium) och 1940 till ”Tallinna Riiklik Konservatoorium” (Tallinns statliga konservatorium). 1993 ändrades namnet till ”Eesti Muusikaakadeemia” (Estlands musikakademi) och efter en sammanslagning med konstutbildningar heter högskolan sedan 2007 "Eesti Muusika- ja Teatriakadeemia" (Estlands musik- och teaterakademi).
Bland skolans studenter märks bland andra Arvo Pärt, Eri Klas, Tõnu Kaljuste, Lepo Sumera, Olari Elts, och Erkki-Sven Tüür.